# Cladonia uncialis
Cladonia uncialis (L.) Weber ex F.H. Wigg. (1780) è una specie di lichene appartenente al genere Cladonia, dell'ordine Lecanorales.
Il nome deriva dal latino uncialis, onciale, per la forte somiglianza fra i talli del lichene e i caratteri curvilinei inclinati della scrittura onciale.

## Caratteristiche fisiche
Il tallo primario, di forma simile a frutice, è di piccole dimensioni, e da esso fuoriescono podezi di forma fittamente ramificata, molto simili a quelli della C. amaurocraea, con cortex e fori presenti nella parte ascellare delle ramificazioni.

## Habitat
Di norma cresce su roccia e su terreni alquanto acidi.

## Località di ritrovamento
Pressoché cosmopolita, è stata rinvenuta in particolare nelle seguenti località:
- USA (Michigan, Minnesota, Rhode Island, Washington, Massachusetts, New Hampshire, Wisconsin, Vermont, Virginia, New York, Arkansas, Connecticut, Ohio);
- Spagna (Castiglia e León);
- Cina (Tibet, Mongolia interna, Jilin, Heilongjiang);
- Germania (Essen, Sassonia, Renania-Palatinato, Baden-Württemberg, Amburgo);
- Canada (Alberta, Columbia Britannica, Ontario, Manitoba, Yukon, Nuovo Brunswick, Terranova, Labrador);
- Andorra, Lussemburgo, Uruguay, Islanda, Argentina, Romania, Corea del Sud, Ungheria, Estonia, Groenlandia, India, Finlandia, Svezia, Serbia, Paesi Bassi, Austria, Regno Unito, Portogallo, Norvegia, Danimarca.

In Italia è stata rinvenuta in molte valli del Trentino-Alto Adige; nella parte settentrionale del Veneto e nelle province più settentrionali della Lombardia; folte comunità sono presenti anche in Valle d'Aosta e nelle valli piemontesi al confine con la Francia; pochi esemplari sono stati reperiti in Friuli.

## Tassonomia

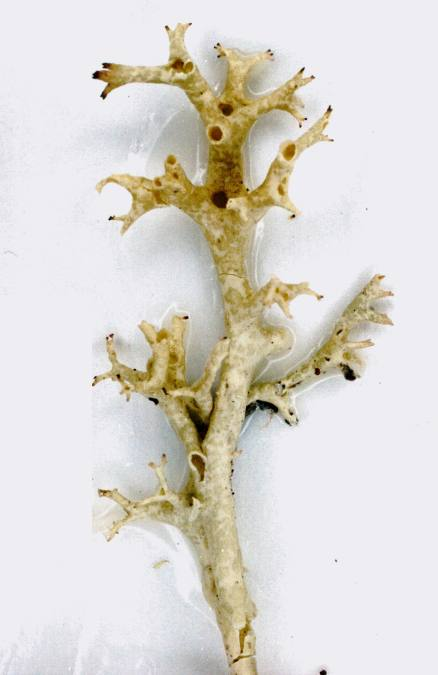
Cladonia uncialis

Questa specie attualmente è riferita alla sezione Unciales e presenta le seguenti forme, sottospecie e varietà (al 2008):

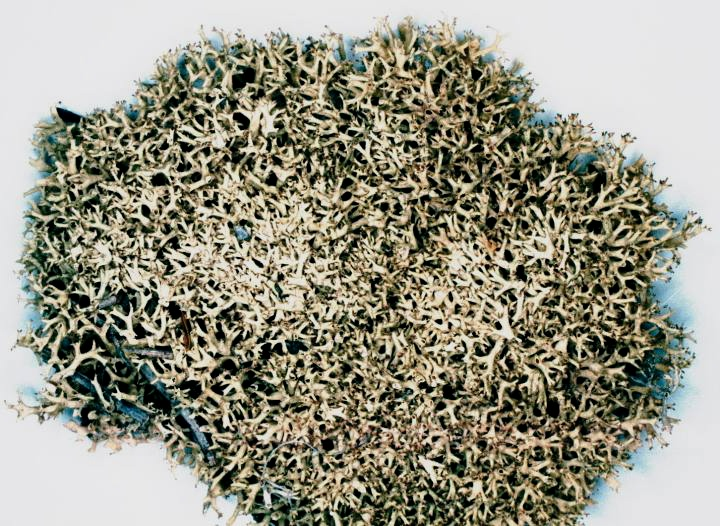
Cladonia uncialis

- Cladonia uncialis f. biuncialis (Hoffm.) Schaer., (= Cladonia uncialis subsp. biuncialis).
- Cladonia uncialis f. crispata (Rabenh.) M. Choisy (1951).
- Cladonia uncialis f. holacina Ach.
- Cladonia uncialis f. humilior Fr. (1927).
- Cladonia uncialis f. integerrima Vain.
- Cladonia uncialis f. leptostelis (Wallr.) Rabenh.
- Cladonia uncialis f. obtusata (Ach.) Nyl.
- Cladonia uncialis f. rubescens Bilttner{?} & Schade (1967).
- Cladonia uncialis f. spinosa (H. Olivier) Harm.
- Cladonia uncialis f. torulosa (Rabenh.) M. Choisy (1951).
- Cladonia uncialis f. turgescens (Del.) Fr.
- Cladonia uncialis f. uncialis (L.) Weber ex F.H. Wigg. (1780).
- Cladonia uncialis subsp. biuncialis (Hoffm.) M. Choisy (1951).
- Cladonia uncialis subsp. dicraea (Ach.) D. Hawksw. (1973), (= Cladonia uncialis subsp. biuncialis).

- Cladonia uncialis subsp. uncialis (L.) Weber ex F.H. Wigg. (1780).
- Cladonia uncialis var. dicraea (Ach.) Kdrenlampi{?} & Perkonen{?} (1971).
- Cladonia uncialis var. gracillima Samp.
- Cladonia uncialis var. obtusata (Ach.) Vain.
- Cladonia uncialis var. pseudo-oxyceras Delise.
- Cladonia uncialis var. pseudoparecha (Delise) M. Choisy (1951), (= Cladonia uncialis subsp. uncialis).
- Cladonia uncialis var. uncialis (L.) Weber ex F.H. Wigg. (1780).